# Lionel Plumenail
Lionel Plumenail (* 22. Januar 1967 in Bordeaux) ist ein ehemaliger französischer Florettfechter. Er ist Olympiasieger und wurde Welt- und Europameister.

## Erfolge
Lionel Plumenail wurde mit der Mannschaft 1997 in Kapstadt sowie 1999 in Seoul Weltmeister. Zudem erreichte er mit ihr 1998 in La Chaux-de-Fonds den zweiten Rang. Sein bestes Abschneiden im Einzel gelang ihm 1997 mit Bronze. Bei Europameisterschaften gewann er 1996 in Limoges im Einzel den Titel. Zweimal nahm Plumenail an Olympischen Spielen teil. 1996 erreichte er in Atlanta in der Einzelkonkurrenz das Finale, in dem er Alessandro Puccini mit 12:15 unterlag. Vier Jahre darauf zog er in Sydney auch mit der Mannschaft, nach Siegen gegen Kuba und Polen, ins Finale ein. Dort besiegte die französische Equipe China mit 45:44 und wurde Olympiasieger.